# Mandya Bommanayakanahalli, Channapatna
Mandya Bommanayakanahalli là một làng thuộc tehsil Channapatna, huyện Ramanagara, bang Karnataka, Ấn Độ.